# Вілроудс-Гарденс (Канзас)
Вілроудс-Гарденс (англ. Wilroads Gardens) — переписна місцевість (CDP) в США, в окрузі Форд штату Канзас. Населення — 639 осіб (2020).

## Географія
Вілроудс-Гарденс розташований за координатами 37°42′55″ пн. ш. 99°55′37″ зх. д. / 37.71528° пн. ш. 99.92694° зх. д. (37.715279, -99.926842).  За даними Бюро перепису населення США в 2010 році переписна місцевість мала площу 5,84 км², уся площа — суходіл.

## Демографія
Згідно з переписом 2010 року, у переписній місцевості мешкало 609 осіб у 188 домогосподарствах у складі 146 родин. Густота населення становила 104 особи/км².  Було 191 помешкання (33/км²).
Расовий склад населення:
| - 67,3 % — білих - 2,1 % — корінних американців - 1,6 % — чорних або афроамериканців - 0,2 % — азіатів - 25,5 % — осіб інших рас |

До двох чи більше рас належало 3,3 %. Частка іспаномовних становила 62,4 % від усіх жителів.
За віковим діапазоном населення розподілялося таким чином: 32,0 % — особи молодші 18 років, 59,1 % — особи у віці 18—64 років, 8,9 % — особи у віці 65 років та старші. Медіана віку мешканця становила 35,0 року. На 100 осіб жіночої статі у переписній місцевості припадало 113,7 чоловіків;  на 100 жінок у віці від 18 років та старших — 119,0 чоловіків також старших 18 років.
Середній дохід на одне домашнє господарство  становив 56 157 доларів США (медіана — 56 696), а середній дохід на одну сім'ю — 60 283 долари (медіана — 57 232). Медіана доходів становила 36 833 долари для чоловіків та 33 750 доларів для жінок. За межею бідності перебувало 15,7 % осіб, у тому числі 31,3 % дітей у віці до 18 років та 0,0 % осіб у віці 65 років та старших.
Цивільне працевлаштоване населення становило 214 особи. Основні галузі зайнятості: виробництво — 40,2 %, освіта, охорона здоров'я та соціальна допомога — 26,6 %, роздрібна торгівля — 13,1 %, мистецтво, розваги та відпочинок — 5,1 %.